# Ipomoea purpurea
Ipomoea purpurea, a Glória da Manhã, Corda-de-viola, é uma espécie do gênero Ipomoea, nativa do México e da América Central. Esse nome que designa muitas das 500-700 espécies de Ipomoea, se deve ao comportamento das suas  flores abertas durante a noite ou na luz. A palavra grega "Ips" designa verme (σκουλήκι), "ipomoea" refere-se ao seu entrelaçamento. As ipomoeas já foram designadas como  "Convolvulus" e essa espécie por  Convolvulus pupurea por sua cor, somente no século XX recebeu seu nome atual "Glória da Manhã" (Morning Glory).
Como todas glórias-da-manhã a planta se enlaça ao redor de estruturas com seus galhos. Crescendo a uma altura de 2 a 3 metros. As folhas tem forma de coração e os galhos tem pêlos marrons. As flores são hemafroditas, com cinco pétalas, tem forma de trombeta, predominando o azul para púrpura ou branco, com 3 a 6 cm de diâmetro.

## Composição bioquímica
Segundo Meira et al. foi isolada a partir Ipomoea purpurea (L.) Roth. uma glicoresina chamada ipopurpuroside, constituída da glicose, glicose , ramnose e 6-desoxi- D -glicose ligados glicosidicamente ao ácido ricinoleico. Outros glicoresinas chamadas marubajalapins I-XV, foram isolados a partir da fracção jalapina da parte de série (folhas e caules) de I. purpurea (Pharbitis purpurea). Das flores dessa espécie foram isolados e cianidinas  e pelargonidinas Em estudo para a investigação de novos fontes de alcalóides ergolinicos dentro do gênero Ipomoea, a I. purpurea foi considerada uma espécies alcalóide-negativo, embora os relatórios anteriores indicaram a presença de alcalóides ergolinicos. Talvez porque I. purpurea é muitas vezes confundida com I. tricolor uma espécie alcalóide-positivo.

## Cultivo e utilização
A Ipomoea purpúrea tem ampla utilização como espécie ornamental nas regiões temperadas e tropicais, uma gama de variedades e cores tem sido selecionadas com diversas hibridizações. Uma das utilizações medicinais dessa espécie são os preparados conhecidos como essências florais  Como essência floral a Ipomeia existe em vários sistemas, como no Sistema Floral de Minas, com o nome de "Ipomea", no Sistema Floral do Nordeste com o nome de "Água Azul", no Sistema Florais da Califórnia com o nome de "Morning Glory", no Sistema Florais das Araucárias com os nomes Corda-de-Viola (Ipomoea purpurea) e Sininho Vermelho (Ipomoea hederifolia).,

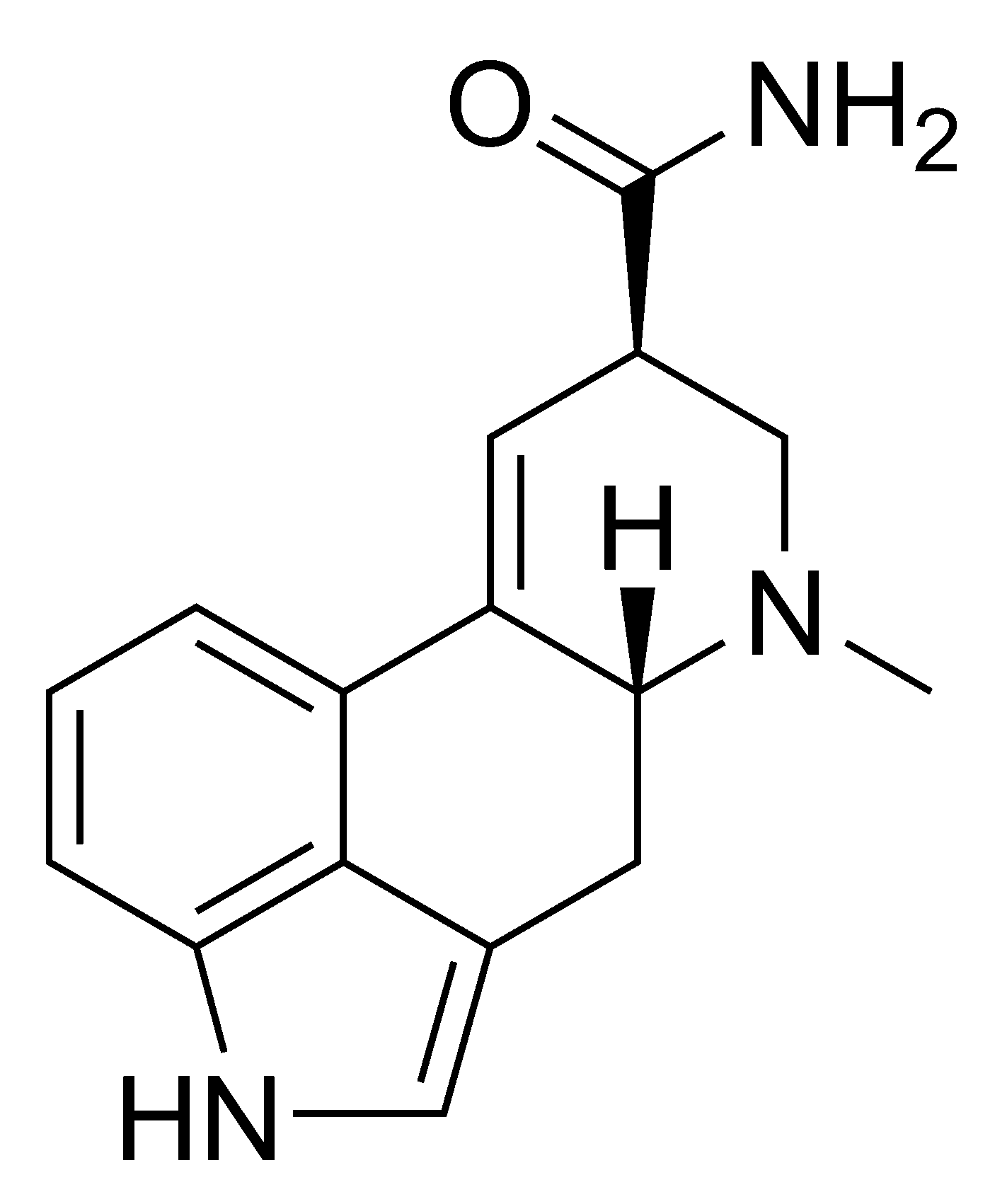
Ergina, também conhecida como amida de ácido D-lisérgico LSA com efeitos sedativos e análogos ao LSD (dietilamida do ácido lisérgico)

O grande número de variedades e dificuldades de classificação por outro lado dificultam sua utilização que fundamenta-se inclusive em conhecimento étnico - tradicional da civilização asteca destruída pela colonização.  Possivelmente correspondendo ou sendo similar a uma das plantas denominadas "Ololiuqui" cujas sementes triangulares tem histórico de uso como psicodélico; É possível que tanto estas  assim como as sementes da Ipomoea tricolor (para alguns autores I. violacea ) contenham ergina. Os efeitos da ergina são relatados como quase idênticos ao do LSD. Há controvérsias ainda quanto a ser a  Ipomoea corymbosa (L.)  a planta considerada mágico-medicinal conhecida na cultura asteca como ololiuhqui. Para Shultes e  Hofmann (2010)  Ipomoea violacea é a planta utilizada como enteógeno nas áreas de descendentes dos Astecas (zapotecas e chatinos) em Oaxaca (México) onde é também conhecida por badoh negro, tlitlitzin além de ololiuhqui um nome que designa várias sementes.
Entre as ipomoeas  a espécie com maior produção e cultivo talvez  seja a a Ipomoea batatas em função do aproveitamento de seus tubérculos na alimentação. Entre outras espécies do gênero (Ipomoea) podem ainda ser citadas, por seu efeito farmacológico no sistema nervoso,  a Ipomoea pes-caprae  com efeitos analgésicos, anti-inflamatórios e a jalapa ou batata de purga Ipomoea purga também com analgésica, anti-inflamatórias além de depurativa  laxante, purgativa.

## Uso étnico
A palavra Nahuatl "ololiuhqui" se refire à semente, enquanto a O nome da planta (Turbina corymbosa) em geral é "coaxoxouhqui", "cobra azul". Existem várias menções de suas propriedades medicinais  nos códigos de Florentino e Durán e na história natural de Francisco 
Hernández. A semente é aplicada como um remédio tópico para a gota. Além disso, moída  junto com o "picietl" ou o tabaco, tem a "estranha virtude de desvanecer enjoos e se aplicada por meio de emplastro amortece as carnes” admiravelmente  também“ alivia os ossos deslocados ou quebrados e a cintura relaxada das mulheres, fortalecendo-as. ” O restante da planta também é mencionado
vários benefícios: a casca moída alivia doenças do estômago, coração oprimido e febre; a raiz funciona como um purgativo e a sementes moídas tem propriedades de produzir alterações perceptivas. 

## Galeria

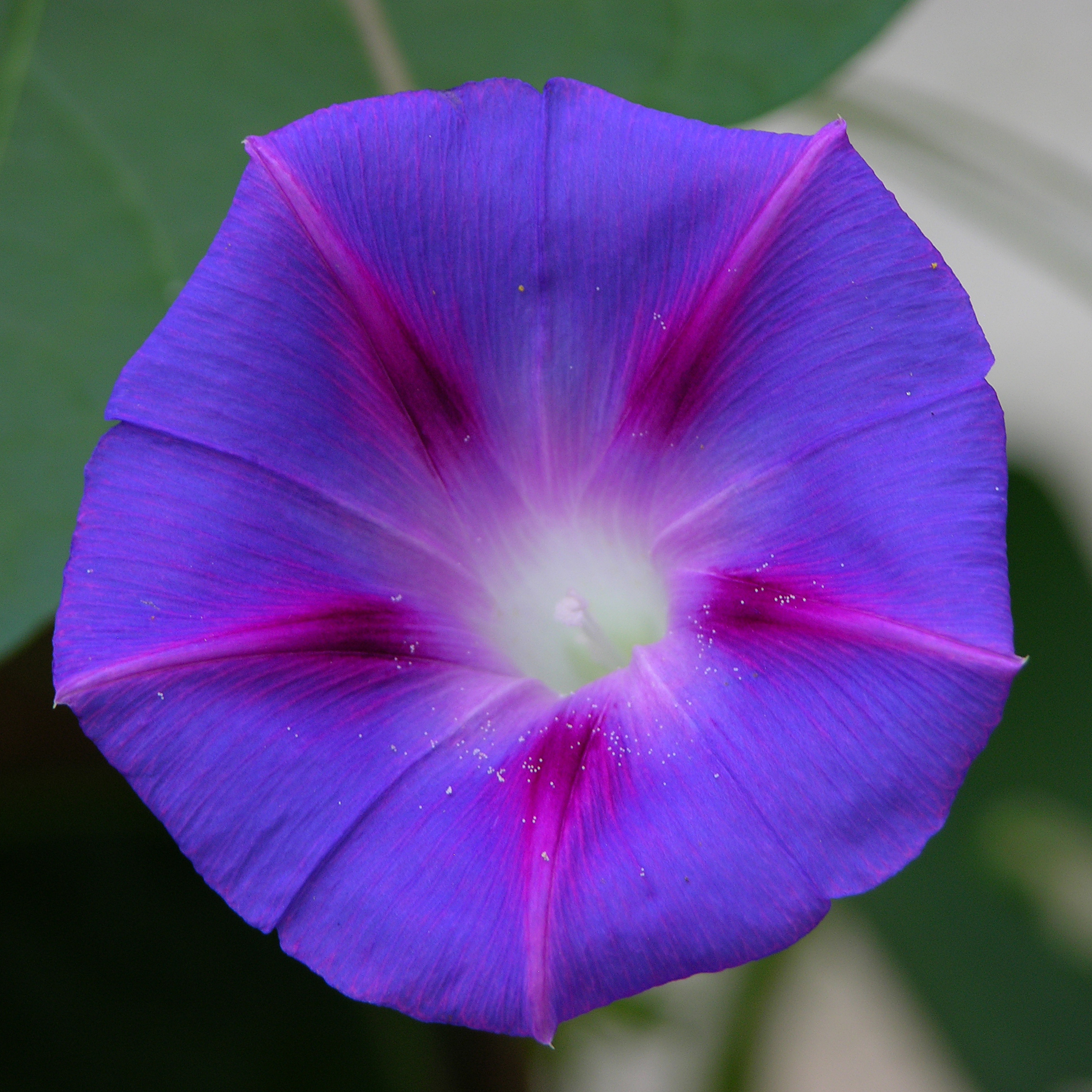
Ipomoea purpurea  Morning Glory
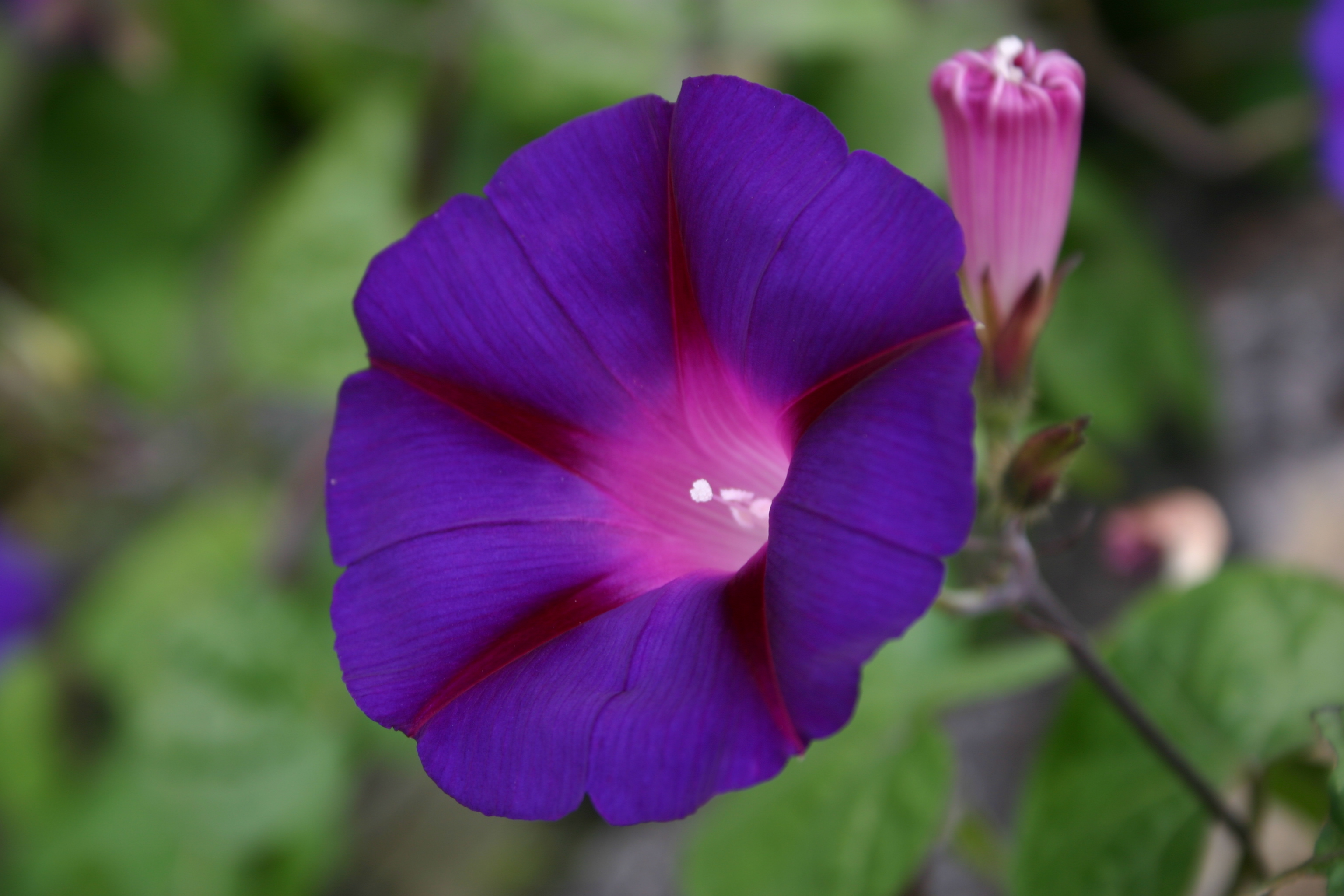
Ipomoea pururea - Birmingham, Reino Unido
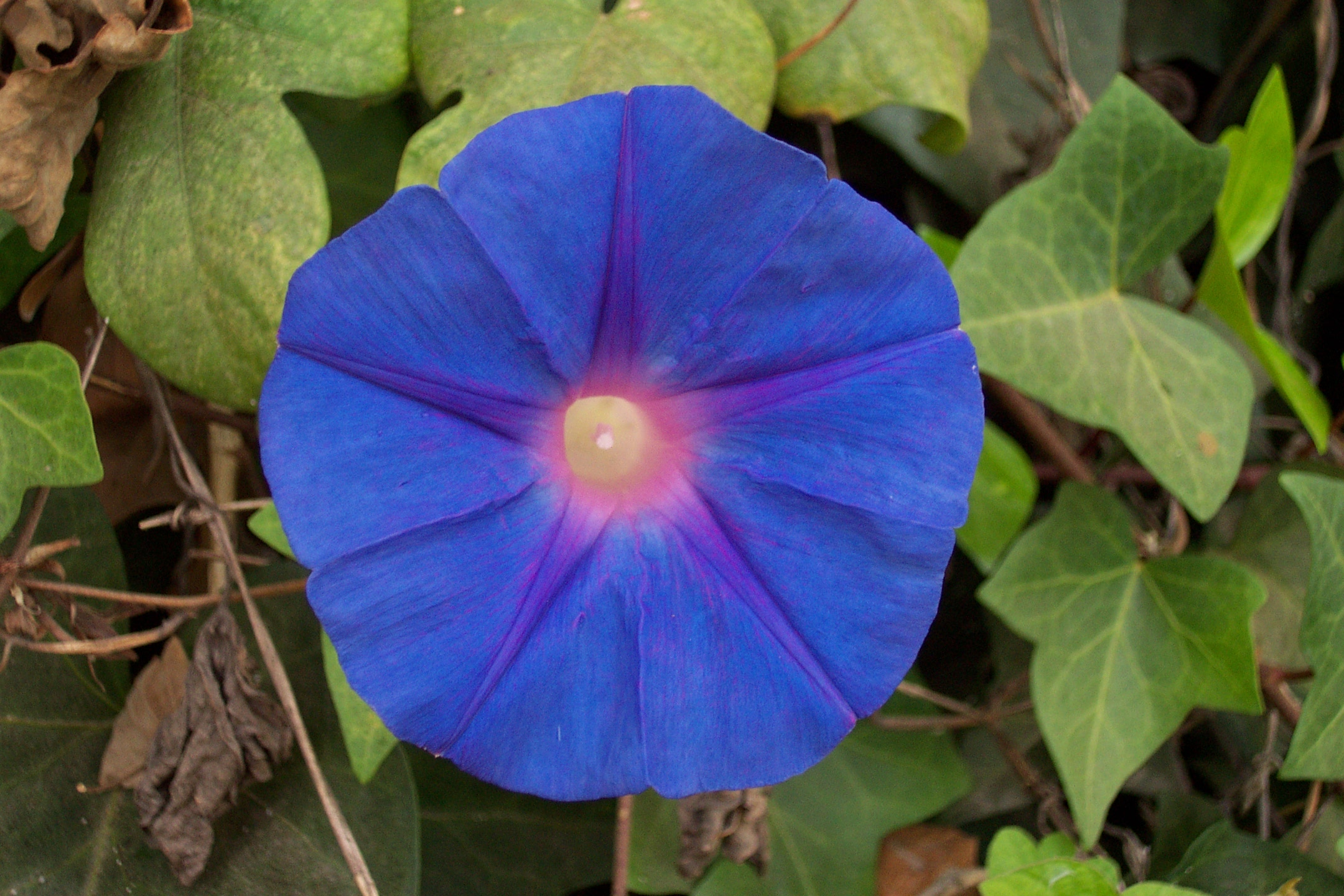
Ipomoea pururea - Andaluzia, Espanha
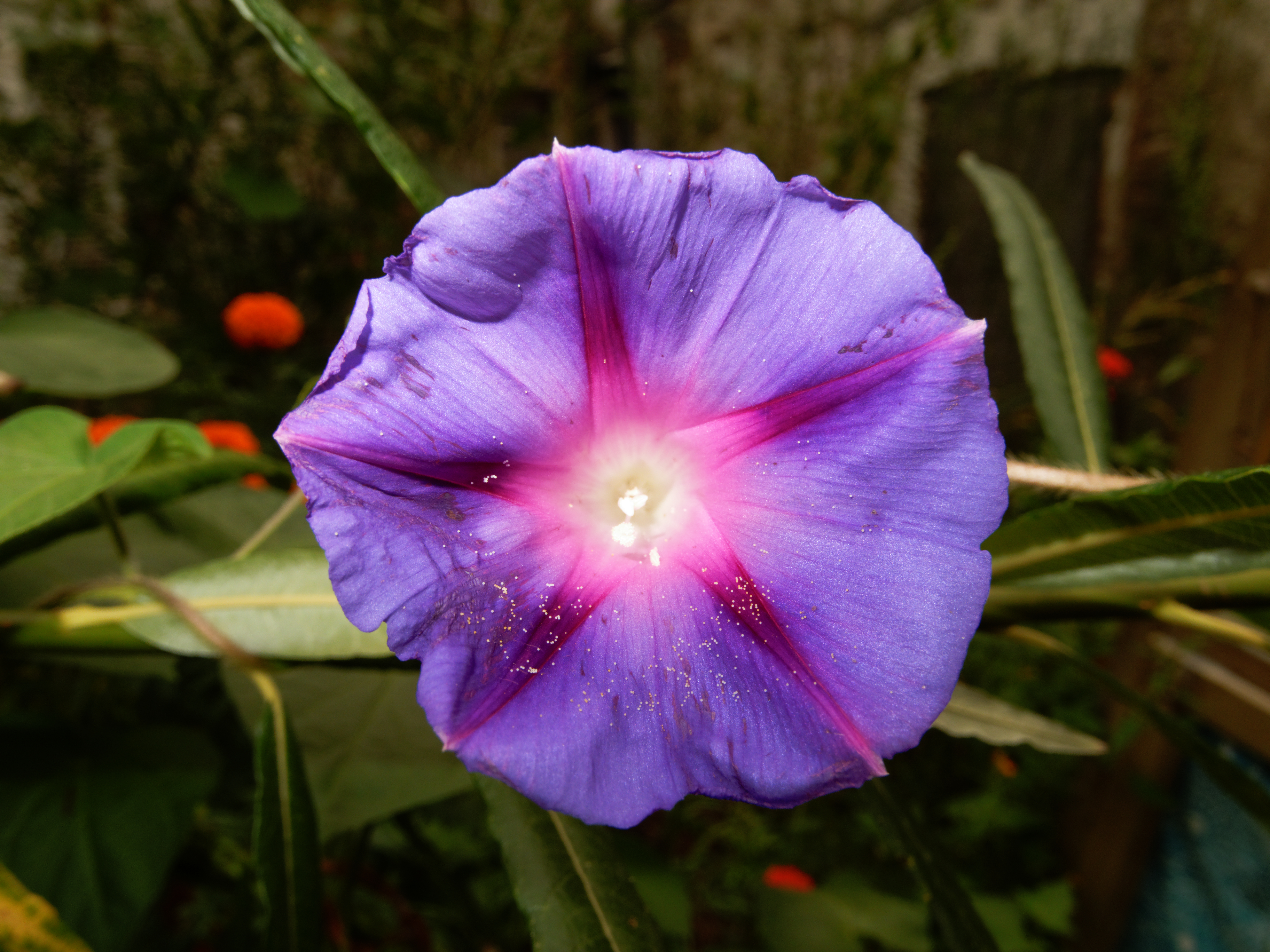
Ipomoea purpurea - Wesserling, França
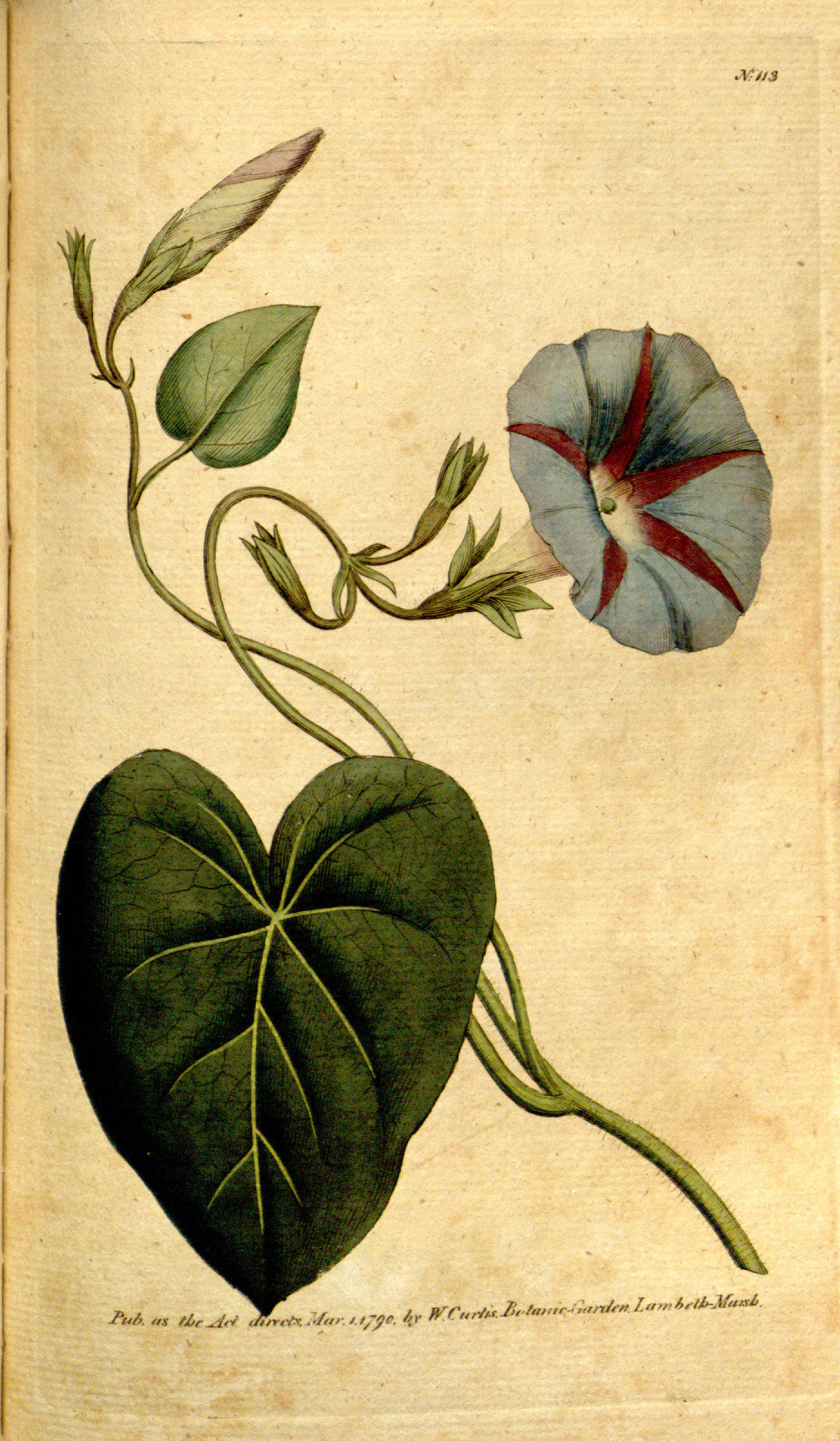
Convolvulus purpureus, "Bot. Magazine", 1791
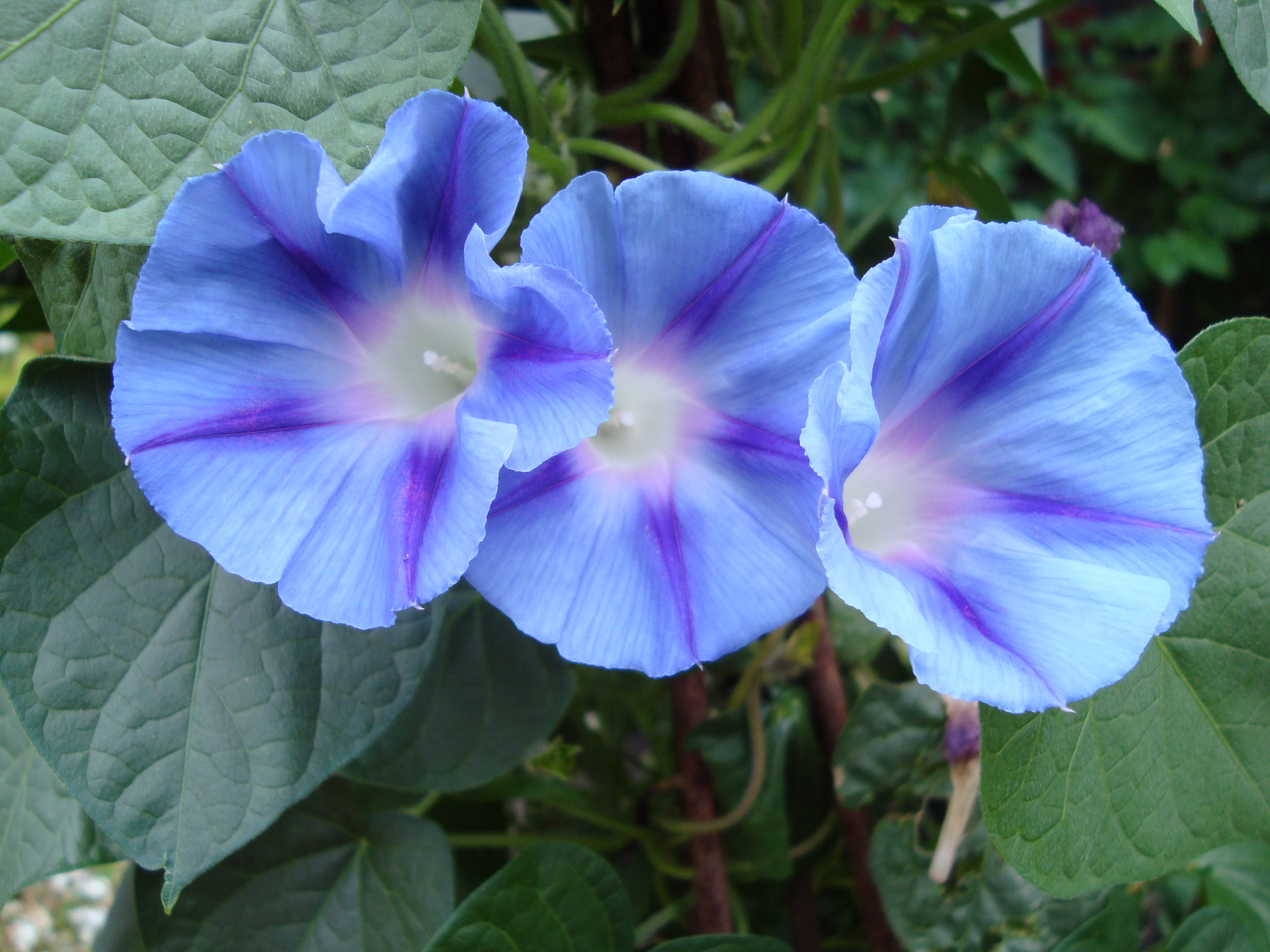
Ipomoea purpurea cultivada 'Light Blue Star'
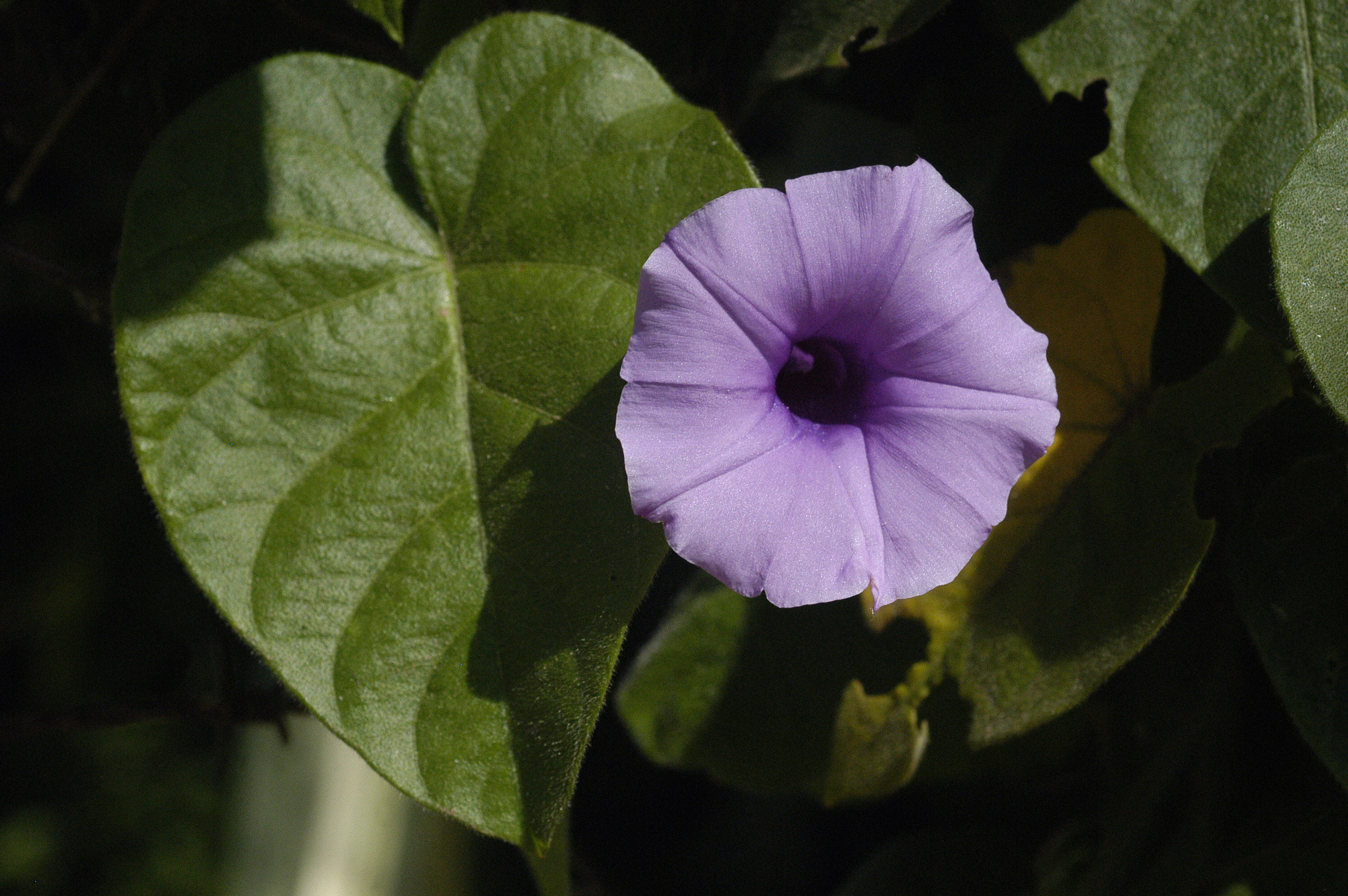
Ipomoea bahiensis Willd. ex Roem. & Schult. (Brasil)
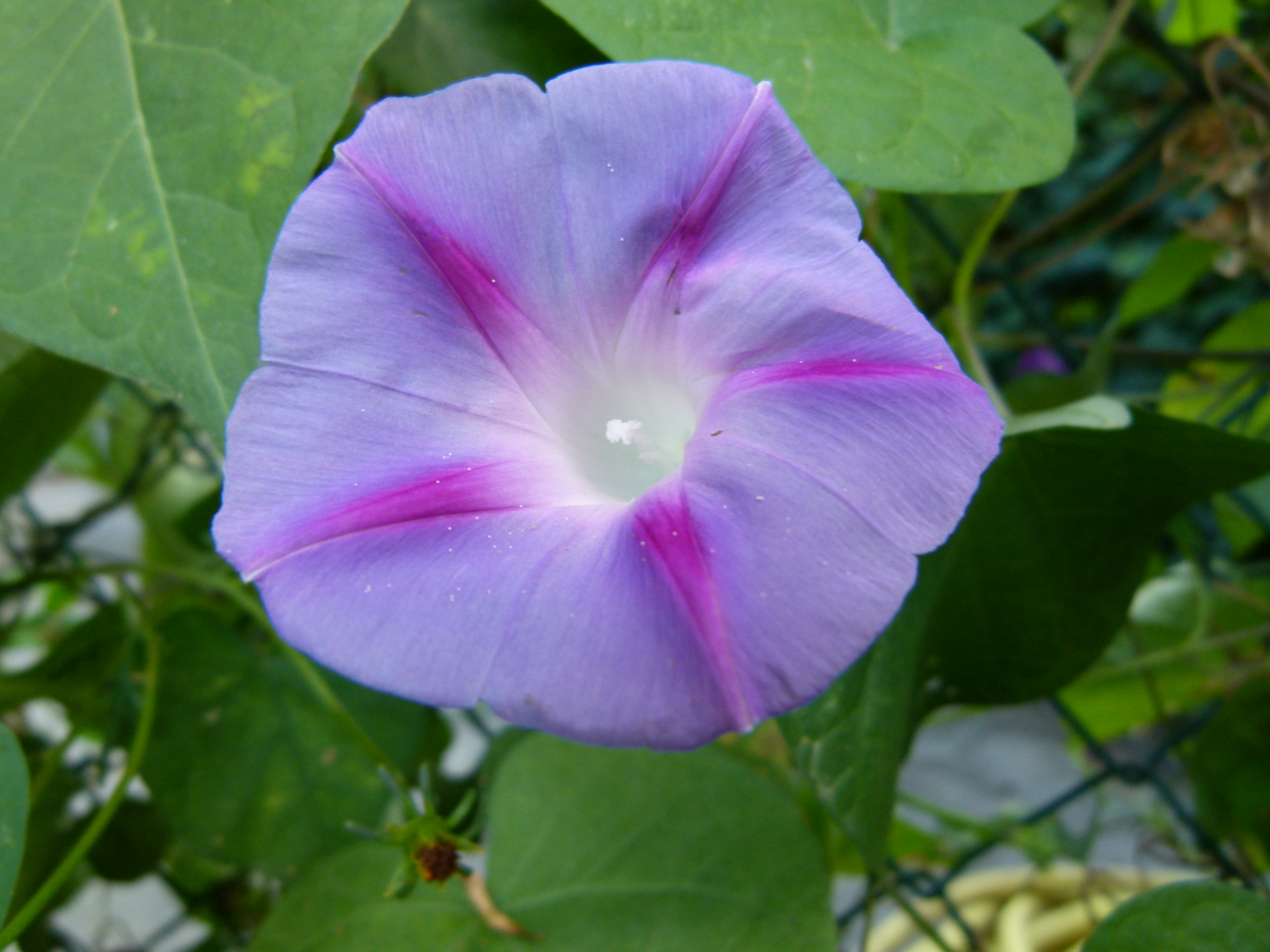
Ipomoea violacea ou I Ipomoea tricolor var. Star of Yalta
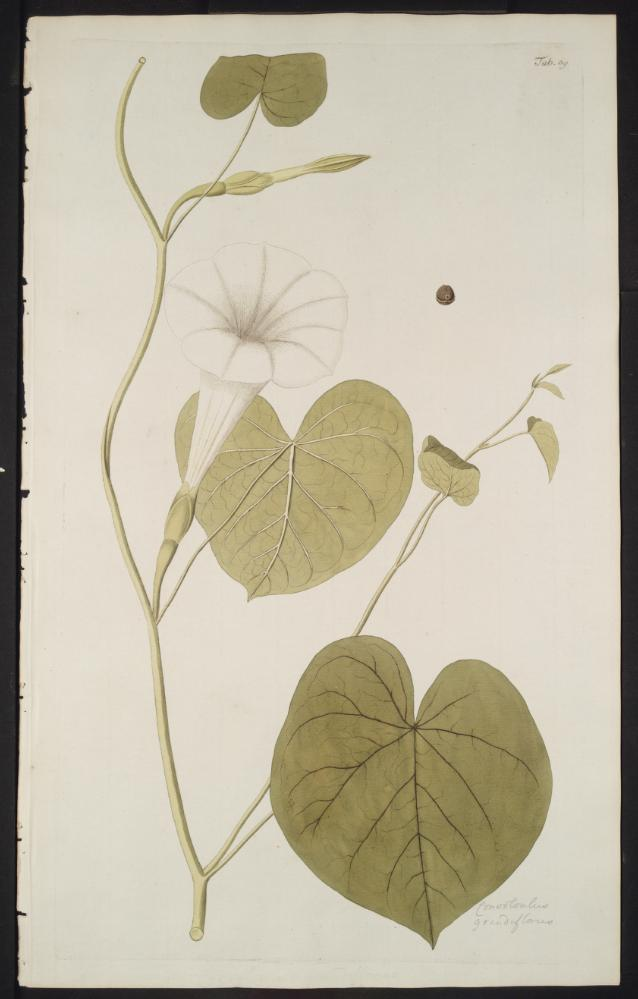
Ipomoea violacea von Jacquin. Plantarum rariorum, 1776
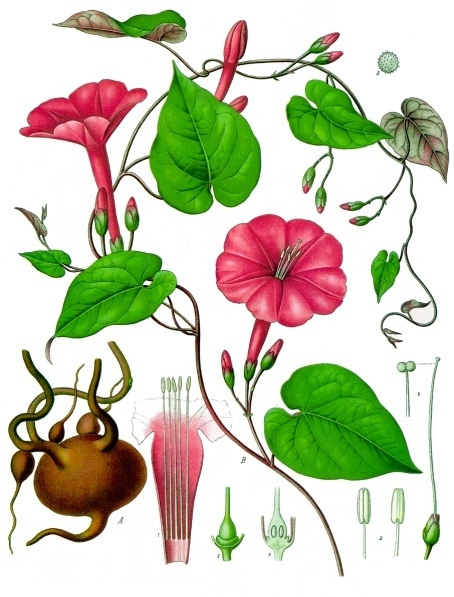
Ipomoea purga - Köhler. Medizinal Pflanzen, 1887
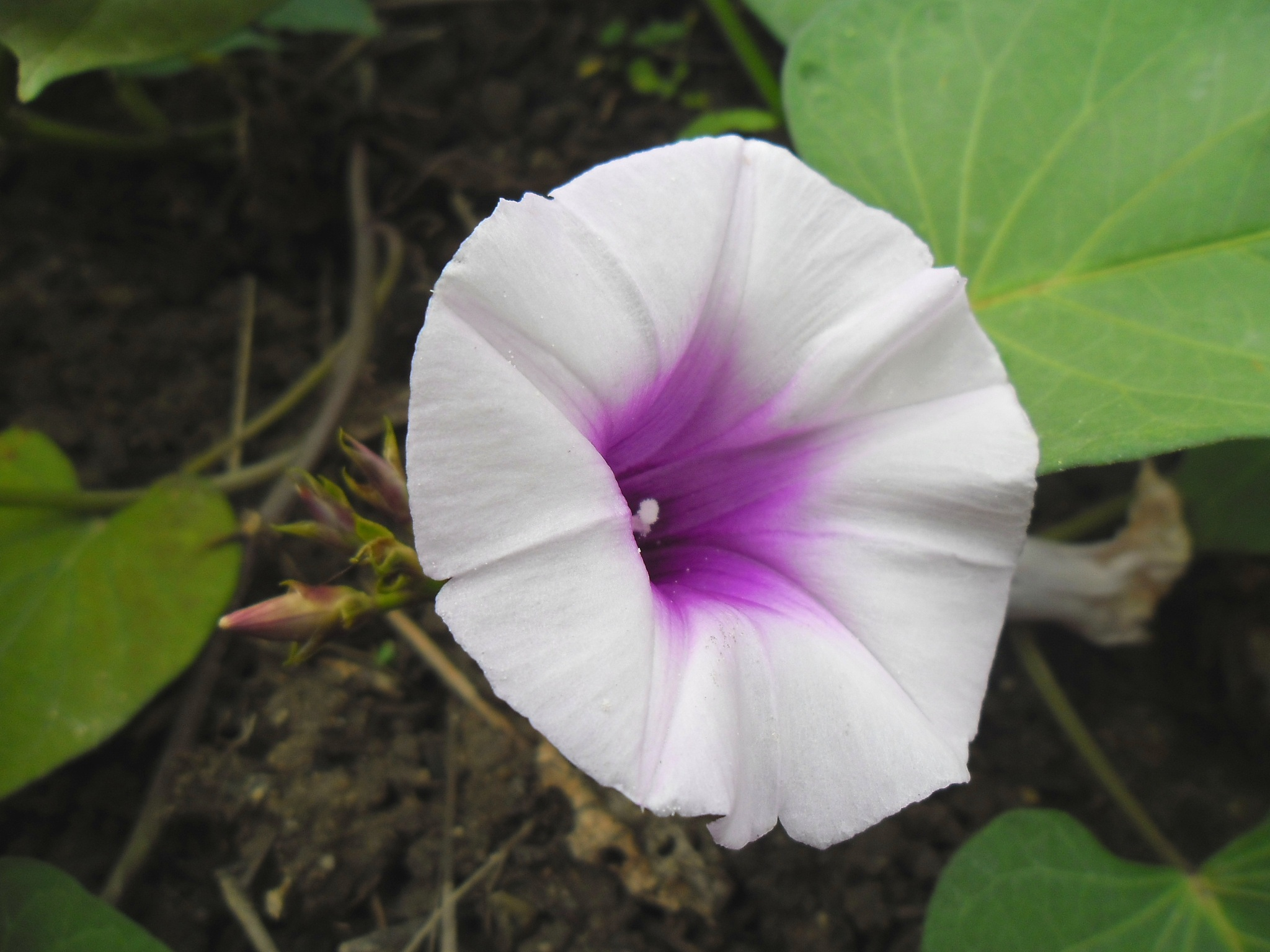
Batata-doce (Ipomoea batatas) flor de espécies cultivadas em fazendas de Hong Kong